# Barack Obama Presidential Center

Logomarca da Fundação Obama, a instituição que supervisiona a criação da instituição.

Barack Obama Presidential Center (em português:  Centro Presidencial Barack Obama) é a biblioteca presidencial planejada para guardar e dispor os acervos de Barack Obama ao público. A lei norte-americana assim como a Lei Brasileira dos Acervos Presidenciais determina que os acervos dos ex-presidentes são de utilidade e disponibilização pública e o o centro destinado à norma legal vigente nos EUA está sendo construído com supervisão da Fundação Biblioteca e Museu Presidencial Barack Obama e será hospedado pela Universidade de Chicago, situado no parque de Jackson no lado sul de Chicago, Illinois e será uma das instituições do sistema de biblioteca presidencial da National Archives and Records Administration. A rede nacional das bibliotecas presidenciais dos Estados Unidos.
Marty Nesbitt, um dos responsáveis pela construção da entidade, no jornal Usa today, fundamenta que:
| “ | A futura biblioteca do presidente servirá um dia como uma parte importante do registro histórico da nossa nação, e nossa missão é construir uma biblioteca que conta a notável história do presidente Obama de uma maneira interativa que inspirará as gerações futuras a se envolverem no serviço público. | ” |